# 허정도
허정도(1978년 12월 24일 ~ )는 대한민국의 배우이다.

## 학력
- 진주동명고등학교
- 서울대학교 인문대학 철학과
- 한국예술종합학교 연극원 연기과 예술전문사

## 출연작

### 영화
- 《예의 바른 살인범과의 인터뷰》 (2008년)
- 《어느 쌀쌀한 보름밤》 (2010년)
- 《천국도청》 (2011년) - 상위요원C / 경비원 역
- 《음치클리닉》 (2012년) - 동창 2 역
- 《가면무도회》 (2013년)
- 《그 밤의 술맛》 (2014년) - 강형서 역
- 《장례식》 (2014년) - 변호사 역
- 《고요의 바다》 (2014년)
- 《슬로우 라이프》 (2014년)
- 《옆 구르기》 (2014년)
- 《인형》 (2014년) - 수상한 의사 역
- 《암살》 (2015년) - 영사관 직원 역
- 《오늘영화》 (2015년) - 정우 / 극장손님 역
- 《절대연필》 (2015년, 단편) - 민준 역
- 《울보》 (2016년) - 조건남 역
- 《좋아해줘》 (2016년) - 허 감독 역
- 《시간이탈자》 (2016년) - 팔당호 형사 역
- 《범죄의 여왕》 - 403호 강하준 역
- 《걷기왕》 (2016년) - 육상부 코치 역
- 《택시운전사》 (2017년) - 서울 임신부 남편 역
- 《분장》 (2017년) - 치킨집 연극 선배 역
- 《나만 없어 고양이》 (2019년) - 김 과장 역
- 《나는 보리》 (2020년) - 축구 캐스터 (목소리) 역
- 《초미의 관심사》 (2020년) - MRK 역
- 《야구소녀》 (2020년) - 김진규 역
- 《낫아웃》 (2021년) - 사장 역
- 《모럴센스》 (2022년) - 오 팀장 역 (우정출연)
- 《다음 소희》 (2023년) - 담임 역
- 《침범》 (2025년) - 한 팀장 역

### 드라마
- 《풀하우스 TAKE 2》 (2012년, SBS 플러스) - 경찰 역
- 《마의》 (2012년, MBC) - 노복 역
- 《아이 러브 이태리》 (2012년, tvN) - CF 감독 역
- 《세계의 끝》 (2013년, JTBC) - 이성욱 역
- 《밀회》 (2014년, JTBC) - 임종수 역
- 《달콤한 비밀》 (2014년, KBS2) - 루이스 장 역
- 《드라마 페스티벌 - 가봉》 (2014년, MBC) - 성현 역
- 《풍문으로 들었소》 (2015년, SBS) - 박경태 역
- 《미세스 캅》 (2015년, SBS) - 조재덕 역
- 《기억》 (2016년, tvN) - 강유빈 역
- 《미세스 캅 2》 (2016년, SBS) - 조재덕 역
- 《W》 (2016년, MBC) - 박민수 역
- 《솔로몬의 위증》 (2016년, JTBC) - 박기자 역
- 《역적 : 백성을 훔친 도적》 (2017년, MBC) - 일청 역
- 《밥 잘 사주는 예쁜 누나》 (2018년, JTBC) - 윤진아 맞선남 역
- 《시간》 (2018년, MBC) - 강인범 실장 역
- 《아름다운 세상》 (2019년, JTBC)
- 《신입사관 구해령》 (2019년, MBC) - 양시행 역
- 《화양연화》 (2020년, TVN) - 강 검사 역
- 《모범택시》 (2021년, SBS) - 박동필 역
- 《오월의 청춘》 (2021년, KBS2) - 이경필 역
- 《이렇게 된 이상 청와대로 간다》 (2021년, wavve) - 엄대협 역
- 《멘탈코치 제갈길》 (2022년, tvN) - 오달성 역
- 《가우스전자》 (2022년, Seezn) - 위장병 역
- 《재벌집 막내아들》 (2022년, JTBC) - 김주련 역
- 《일타 스캔들》 (2023년, tvN) - 강준상 역
- 《마이데몬》 (2023년, SBS) - 박복규 역
- 《밤에 피는 꽃》 (2024년, MBC) - 이소 역
- 《졸업》 (2024년, tvN) - 찬영고 교사 역
- 《크래시》 (2024년, ENA) - 표명학 역
- 《협상의 기술》 (2025년, JTBC) - 데이비드 역
- 《우리 영화》 (2025년, SBS) - 지철민 역

### 방송
- 《엔터테이너스》 (2014년, Mnet)